# Belma, Mangalore
Belma là một thị trấn thuộc taluk Mangalore, huyện Dakshina Kannada, bang Karnataka, Ấn Độ.